# Aleksandr Golovnin

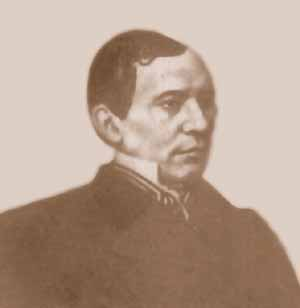
Aleksandr Golovnin

Aleksandr Vasiljevitj Golovnin (ryska: Александр Васильевич Головнин), född 25 mars (nya stilen: 6 april) 1821 i Sankt Petersburg, död där 3 november (nya stilen: 15 november) 1886, var en rysk politiker. Han var son till Vasilij Golovnin.
Golovnin blev efter studier vid lyceet i Tsarskoje Selo 1850 sekreterare hos storfurst Konstantin Nikolajevitj av Ryssland och utarbetade en historik om städerna i Finland (för den skull lärde han sig också svenska). Han deltog livligt i förarbetena för livegenskapens upphävande, utnämndes 1859 till statssekreterare och 1861 till minister för folkundervisningen. 
På sistnämnda post genomdrev han 1863, efter studentoroligheterna, en mycket viktig universitetsreform med en mängd nyheter: privatdocenturer, universitetens självstyrelse och domsrätt över studenterna, ökning av antalet lärostolar och av professorslöner m.m. Dessutom verkade han bland annat för minskad byråkrati inom undervisningsväsendet, för främjande av bibliotek, inrättande av nya gymnasier. Han utarbetade även en plan till en rysk folkskolereform, som han dock endast delvis hann genomföra. 
Han hade även intresse för offentliga museer och bibliotek och genomdrev, att kejserliga biblioteket kom under folkundervisningsministeriet (i stället för hovministeriet), liksom även att undervisningsministeriet slapp all befattning med censuren, som hänfördes till inrikesministeriet (1863). Ett av hans sista ministeriella verk var utarbetandet av en mindre sträng tryckfrihetslag (1865).
Som enskild jordägare uträttade Golovnin mycket gott för böndernas andliga och materiella förbättring, upprättade på egen bekostnad en folkhögskola i byn Gulynka (guvernementet Rjazan) med bibliotek, fysikaliskt och meteorologiskt kabinett och offrade mycket för folkbildningen i sin hembygd. Han var en av de första medlemmarna i det ryska geografiska sällskapet och dess sekreterare 1845–1847.